# KBS 뉴스 (745)
《KBS 뉴스 (745)》(KBS NEWS (745))은 대한민국 KBS 2TV에서 매주 월요일 ~ 토요일 아침 7시 45분에 방송되었던 KBS 2TV의 아침종합뉴스 프로그램이었다.

## 개요
- 오전 시간대 주 시청자들인 주부들을 위해 전통적으로 여성 앵커가 진행하는 한국방송공사의 생활 밀착형 아침 준종합뉴스 프로그램이었다.[1]
- 방송 상의 명칭은 KBS 2TV 뉴스, KBS 뉴스(2TV)와 인터넷 홈페이지 타이틀 명인 KBS 뉴스 (745)로 부른다.

## 방송 시간
| 방송 채널 | 방송 기간                           | 방송 시간                                                                           |
| --------- | ----------------------------------- | ----------------------------------------------------------------------------------- |
| KBS 2TV   | 1984년 4월 2일 ~ 1985년 4월 20일    | 월요일 ~ 토요일 아침 8시 ~ 8시 20분 (20분)                                          |
| KBS 2TV   | 1985년 4월 22일 ~ 1985년 7월 12일   | 평일 아침 8시 ~ 8시 20분 (20분)                                                     |
| KBS 2TV   | 1985년 7월 15일 ~ 1985년 11월 2일   | 월요일 ~ 토요일 아침 8시 ~ 8시 10분 (10분)                                          |
| KBS 2TV   | 1986년 11월 3일 ~ 1987년 2월 28일   | 월요일 ~ 토요일 아침 8시 ~ 8시 10분 (10분)                                          |
| KBS 2TV   | 1996년 5월 13일 ~ 1997년 5월 17일   | 월요일 ~ 토요일 아침 8시 ~ 8시 10분 (10분)                                          |
| KBS 2TV   | 1985년 11월 4일 ~ 1986년 5월 24일   | 월요일 ~ 토요일 아침 7시 ~ 7시 5분 (5분)                                            |
| KBS 2TV   | 1986년 5월 26일 ~ 1986년 11월 1일   | 월요일 ~ 토요일 아침 7시 ~ 7시 10분 (10분)                                          |
| KBS 2TV   | 1990년 4월 9일 ~ 1990년 10월 27일   | 월요일 ~ 토요일 아침 8시 55분 ~ 오전 9시 (5분)                                      |
| KBS 2TV   | 1990년 10월 29일 ~ 1993년 5월 1일   | 월요일 ~ 토요일 아침 9시 ~ 9시 5분 (5분)                                            |
| KBS 2TV   | 1993년 5월 3일 ~ 1993년 11월 6일    | 월요일 ~ 토요일 아침 7시 55분 ~ 8시 (5분)                                           |
| KBS 2TV   | 1993년 11월 8일 ~ 1994년 2월 18일   | 평일 아침 7시 55분 ~ 8시 (5분)                                                      |
| KBS 2TV   | 1994년 2월 21일 ~ 1994년 4월 30일   | 월요일 ~ 토요일 아침 8시 ~ 8시 15분 (15분)                                          |
| KBS 2TV   | 1994년 5월 2일 ~ 1996년 5월 11일    | 월요일 ~ 토요일 아침 7시 50분 ~ 8시 (10분)                                          |
| KBS 2TV   | 1997년 5월 19일 ~ 1997년 10월 18일  | 평일 아침 7시 ~ 7시 10분 (10분) 월요일 ~ 토요일 아침 9시 ~ 9시 10분 (10분)          |
| KBS 2TV   | 1997년 10월 20일 ~ 1997년 11월 22일 | 월요일 ~ 토요일 아침 6시 30분 ~ 6시 40분 (10분) 평일 아침 9시 ~ 9시 10분 (10분)     |
| KBS 2TV   | 1997년 11월 24일 ~ 1998년 1월 3일   | 월요일 ~ 토요일 아침 6시 25분 ~ 6시 40분 (15분) 평일 아침 9시 5분 ~ 9시 15분 (10분) |
| KBS 2TV   | 1998년 1월 5일 ~ 1998년 2월 13일    | 평일 아침 9시 5분 ~ 9시 15분 (10분)                                                 |
| KBS 2TV   | 1998년 2월 16일 ~ 1998년 10월 10일  | 월요일 ~ 토요일 아침 6시 40분 ~ 6시 50분 (10분) 평일 아침 9시 ~ 9시 15분 (15분)     |
| KBS 2TV   | 1998년 10월 12일 ~ 1999년 1월 2일   | 월요일 ~ 토요일 아침 8시 45분 ~ 9시 (15분)                                          |
| KBS 2TV   | 1999년 10월 11일 ~ 2000년 4월 29일  | 월요일 ~ 토요일 아침 8시 45분 ~ 9시 (15분)                                          |
| KBS 2TV   | 1999년 1월 4일 ~ 1999년 4월 30일    | 평일 아침 8시 45분 ~ 9시 (15분)                                                     |
| KBS 2TV   | 1999년 8월 23일 ~ 1999년 10월 8일   | 평일 아침 8시 45분 ~ 9시 (15분)                                                     |
| KBS 2TV   | 1999년 5월 3일 ~ 1999년 7월 16일    | 평일 아침 9시 ~ 9시 15분 (15분)                                                     |
| KBS 2TV   | 1999년 7월 19일 ~ 1999년 8월 20일   | 평일 아침 9시 15분 ~ 9시 30분 (15분)                                                |
| KBS 2TV   | 2000년 5월 1일 ~ 2001년 4월 28일    | 월요일 ~ 토요일 아침 8시 50분 ~ 9시 (10분)                                          |
| KBS 2TV   | 2001년 4월 30일 ~ 2002년 10월 26일  | 월요일 ~ 토요일 아침 8시 40분 ~ 9시 (20분)                                          |
| KBS 2TV   | 2002년 10월 28일 ~ 2004년 10월 30일 | 월요일 ~ 토요일 아침 7시 45분 ~ 8시 (15분)                                          |

## 역대 앵커 및 진행자
여성
- 정미정 前 아나운서
- 윤영미 前 아나운서
- 신윤주 아나운서실 아나운서2부장
- 김성은 아나운서
- 국혜정 아나운서실 한국어연구사업팀장
- 허은정 前 아나운서
- 백정원 아나운서실 라디오팀장
- 최윤경 아나운서실 아나운서1부장

남성
- 박노원 아나운서

## 타이틀 변천사
| 기수 | 타이틀       | 방송 기간                           |
| ---- | ------------ | ----------------------------------- |
| 1기  | KBS 뉴스     | 1984년 4월 2일 ~ 1987년 2월 28일    |
| 2기  | KBS 2TV 뉴스 | 1990년 4월 9일 ~ 1997년 10월 18일   |
| 3기  | KBS 뉴스     | 1997년 10월 20일 ~ 2004년 10월 30일 |